# KkStB-Tenderreihe 4
Die kkStB-Tenderreihe 4 war eine Schlepptenderreihe der kkStB, deren Tender ursprünglich von der Mährischen Grenzbahn (MGB) stammten.
Die MGB beschaffte diese Tender 1873 von der Lokomotivfabrik Floridsdorf und von der Wiener Neustädter Lokomotivfabrik für ihre Lokomotiven.
Die kkStB ordnete die Tender als Reihe 4 ein.
Die Tender blieben immer mit den Lokomotiven der ehemaligen MGB gekuppelt.